# Cyprus Popular Bank
Cyprus Popular Bank (Banco Popular de Chipre; anteriormente Marfin Popular Bank) es el segundo mayor grupo bancario de Chipre después del banco de Chipre. En la isla opera como Laiki Bank, actualmente mantiene el 16% del mercado de préstamos y el 15% de los depósitos. Sus acciones cotizan en la bolsa de Chipre y en la bolsa de Atenas. CPB tiene una red comercial de más de 478 sucursales en Chipre, Grecia (donde opera su subsidiaria Marfin Egnatia Bank), Rusia, Ucrania, Rumania, Serbia, Reino Unido y Malta.
En 2004, el banco anunció un acuerdo multimillonario para ser el patrocinador de la liga de fútbol de Primera División de Chipre hasta 2010.

## Historia

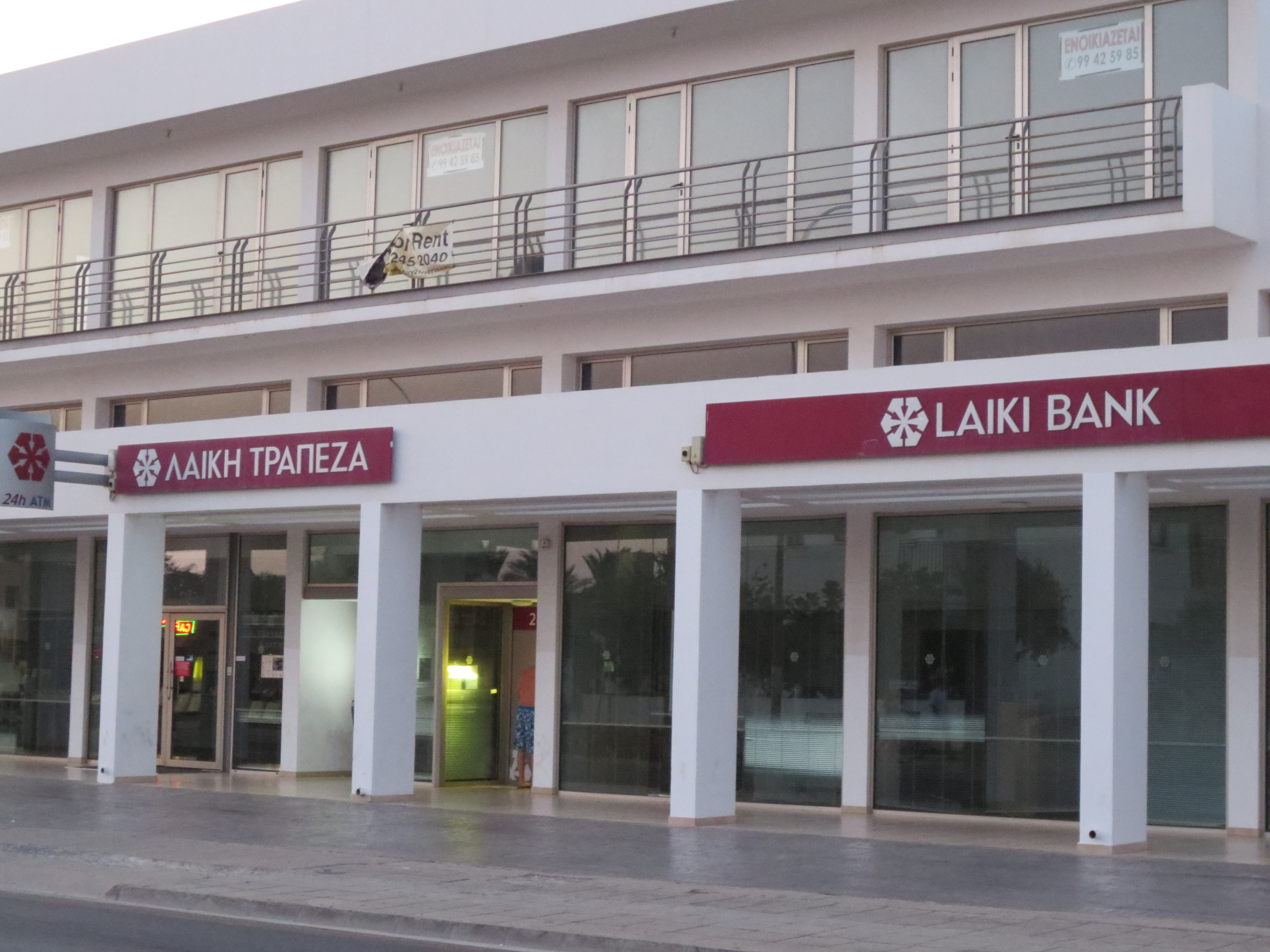
Sucursal en Agia Napa (2012)

- 1901 Cuatro ciudadanos destacados de Limassol —Agathoclis Francoudis, Ioannis Kyriakides, Christodoulos Sozos y Neoklis Ioannides— establecieron la Caja de Ahorros Popular de Limassol para fomentar el ahorro entre los trabajadores.
- 1924 La Caja de Ahorros Popular de Limassol se convierte en el Banco Popular de Limassol y fue la primera compañía de Chipre en registrarse como púbLicamente negociable.
- 1967 El Banco Popular de Limassol cambia su nombre a Banco Popular de Chipre (Cyprus Popular Bank - CPB) para reflejar la expansión del banco más allá de Limassol.
- 1968 CPB establece su primera sucursal en Nicosia.
- 1969 CPB establece su primera sucursal en Famagusta.
- 1970 CPB establece su primera sucursal en Paphos y en Larnaca. Midland Bank se convierte en el accionista mayoritario con el control del 22% de las acciones.
- 1971 CPB traslada su sede central de Limassol a Nicosia.
- 1974 CPB establece su primera sucursal en Londres.
- 1983 CPB adquiere todas las operaciones en Chipre del Grindlays Bank localizadas en el área bajo control gubernamental.
- 1992 CPB abre su primera sucursal del Banco Popular Europeo en Atenas. CPB poseía el 58% de las acciones del banco; otros accionistas incluían el HSBC (anteriormente Midland Bank) e inversores griegos y chipriotas. CPB retuvo las sucursales en Heraklion y Tesalónica
- 1995 CPB abre su primera oficina representativa en Sudáfrica y en Toronto, Canadá.
- 1996 CPB abre su primera oficina representativa en  Australia.
- 1997 CPB abre su primera oficina representativa en Serbia y en Rusia.
- 1998 CPB establece una oficina representativa en Nueva York.
- 2000 El Grupo Banco Popular cambió su nombre a “Laiki Group”.
- 2001 El Grupo Laiki establece una subsidiaria en Australia con cinco sucursales.
- 2005 El Grupo establece el Laiki Bank (Guernsey), y compra el banco Centrobank en Serbia.
- 2006 El Grupo griego Grupo Financiero Marfin adquiere las acciones del HSBC en el Laiki Bank, estableciendo una posición minoritaria fuerte. Subsecuentemente, el Marfin Group a través de nuevas adquisiciones alcanza a tomar el control del Laiki Bank, que es renombrado como Marfin Popular Bank.[3]  En Grecia, el Grupo Marfin consolida el Egnatia, Laiki y Marfin para formar el Marfin Egnatia Bank, que es una subsidiaria griega al 95% del Marfin Popular Bank.
- 2007 El banco anuncia los planes de hacerse cargo del 50,12% del capital del AS SBM Pank, un banco en Estonia.[4]

MPB también adquiere el 99.2% de las acciones del Banco de Transporte Marino (Ucrania) por US$156 millones. Este banco fue fundado en 1993 como el Banco de comercio Marino y cambió su nombre por el Banco de Transporte Marino en 1996. Tiene su sede central en la región de Odesa y tiene 86 sucursales.
Finalmente, MPB adquirió el 43% del capital del Lombard Bank Malta por €48 millones del BSI de Lugano.
- 2008 Marfin Popular Bank completó la adquisición del 50,4% de las acciones del CJSC RPB Holding, compañía matriz del Rossisysky Promishlenny Bank (Rosprombank), por €83 millones. La adquisición convierte al Marfin el primer banco griego o chipriota en adquirir el control de un banco en Rusia.